# Dichagyris xanthopyga
Dichagyris xanthopyga är en fjärilsart som beskrevs av Zoltan Varga 1975. Dichagyris xanthopyga ingår i släktet Dichagyris och familjen nattflyn. Inga underarter finns listade i Catalogue of Life.